# Monira Rahman
Monira Rahman (Jessore, antiguo Pakistán Oriental  1965) es una activista de derechos humanos de Bangladés y activista contra la violencia hacia las mujeres siendo fundadora de Acid Survivors Foundation (ASF) donde trabajó como directora ejecutiva de 2002 a 2013. 
Gracias a su movimiento, el ataque de ácido y gasolina contra las mujeres en Bangladés se ha reducido de manera importante. También ha logrado el cambio de leyes y la asistencia a las víctimas incluso en lugares remotos. Con su trabajo ha construido modelos de servicios psicológicos y  servicios de seguimiento. Monira ganó el Premio Amnistía Internacional Defensora de los Derechos Humanos en 2006 por su valiente activismo.  También fue distinguida con el Premio de los Niños del Mundo en 2011 por su valiente lucha para poner fin a la violencia con el ácido y el petróleo en Bangladés. Monira se convirtió en miembro profesional del Commonwealth en el año 2012 y miembro de Ashoka en 2013.

## Biografía
Monira era la menor de seis hermanos. Durante la Guerra de Liberación de Bangladés (1971), su familia tuvo que huir y su padre murió, dejando a su madre sola criando a seis hijos. Esta experiencia devastadora dejó una profunda impresión en Monira y la obligó a ser muy independiente. Desde pequeña, Monira estuvo involucrada en debates y actividades culturales que la llevaron a desarrollar liderazgo y a cuestionar la realidad. Fue elegida Vicepresidenta de Samsunnahar Hall, Universidad de Daca, Bangladés, durante su vida universitaria. Después de graduarse, su familia la obligó a conseguir un trabajo en el gobierno, pero se unió a Concern Worldwide como trabajadora social.  
Completó su SSC en la Qumarunnessa Girls School en 1981 y HSC en Eden Girls College en 1983. Luego fue a la Universidad de Daca y completó su BA (Hons) y MA en Filosofía en 1987 y 1988 respectivamente. 
Comenzó su vida laboral como trabajadora social en Concern Worldwide en 1992 trabajando allí hasta 1999 en defensa de los derechos de mujeres prostituídas, menores en la calle y personas sin hogar, especialmente mujeres con enfermedades mentales que viven en las calles y a menudo son arrestadas bajo la Ley de Vagancia de 1943. El trabajo de Monira llevó al gobierno a revisar la Ley de Vagancia, así como el sistema de justicia juvenil, y a firmar un acuerdo formal que compromete al ministerio a desarrollar un equipo de vigilancia dentro del hogar del vagabundo. Durante ese tiempo, se sorprendió por la cantidad y la gravedad de los ataques con ácido contra las mujeres en todo el país. Comenzó a trabajar para la organización de derechos de las mujeres "Nari Pokkho" y luego se unió a la "Fundación de sobrevivientes ácidos" en 1998, de la que ha sido Directora Ejecutiva desde 2002. Actualmente trabaja como Líder de País en Primeros Auxilios de Salud Mental en Bangladés y es Directora Ejecutiva de Innovación para el Bienestar de Bangladés de la cual también es fundadora.

## Premios y reconocimientos
- Defensora de los derechos humanos (marzo de 2006) - Amnistía Internacional
- Premios internacionales de salud y dignidad para las mujeres (octubre de 2009) - Americanos para el UNFPA
- Premio Honorario del Premio de los Niños del Mundo (abril de 2011) - Fundación del Premio de los Niños del Mundo, Suecia
- Commonwealth Professional Fellow (octubre de 2012) - Comisión de Becas del Commonwealth (CSC)
- Beca Ashoka (febrero de 2015) - Ashoka, innovadores para el público